# De verlossende waarheid
De verlossende waarheid is een hoorspel van Ronald Dawson naar een verhaal van Charles Cagle. Emiel van den Brande bewerkte het en de AVRO zond het uit op donderdag 5 april 1965 (met een herhaling op 12 augustus 1976). De regisseur was Dick van Putten. Het hoorspel duurde 61 minuten.

## Rolbezetting
- Peronne Hosang (mevrouw Marshall)
- Jan Borkus (Tom Fallon)
- Fé Sciarone (Marie Fallon)
- Frans Somers (dokter Ryan)
- Miep van den Berg (Madame Dole)
- Trudy Libosan (Jeanette)

## Inhoud
Het was in 1955 dat mevrouw Marshall besluit naar Frankrijk te gaan. Ze zieg er uit als elke andere Amerikaanse toeriste, deze vrouw uit Texas, maar haar doel is niet Frankrijk te zien. Ze wil het graf van haar zoon bezoeken die tien jaar tevoren was gesneuveld toen hij diende in het Amerikaanse leger. Mevrouw Marshall is ook vastbesloten over de enigszins in nevelen gehulde omstandigheden waaronder haar zoon het leven liet. Na haar aankomst in Parijs reist zij door naar Vincennes, waar ze in een klein hotel wil overnachten…